# Franz Böhmert
Franz Böhmert (* 21. Januar 1934 in Gröningen, Provinz Sachsen; † 28. Dezember 2004 in Bremen) war ein deutscher Arzt und Sportfunktionär.

## Leben und Wirken
Der promovierte Anästhesist, Chefarzt (1968–1974) und danach ärztlicher Direktor des Klinikums „Links der Weser“, war von 1963 bis 1970 Vereinsarzt beim Fußball-Bundesligisten Werder Bremen, wurde 1970 zum Präsidenten des Vereins gewählt und blieb dies bis 1999. Danach war er bis zu seinem Tod Aufsichtsratsvorsitzender der ausgegliederten Kapitalgesellschaft. Unter seiner Führung wurde Bremen dreimal Deutscher Meister und fünfmal DFB-Pokalsieger, 1992 wurde der Europapokal der Pokalsieger gewonnen. Böhmert verpflichtete unter anderem Otto Rehhagel und Willi Lemke für den Verein.
Später arbeitete Böhmert auch für den DFB, setzte sich aber immer wieder für Bremen ein. Von 1987 bis 2000 war Böhmert Vorstandsmitglied des DFB-Ligaausschusses. Von 2000 bis Oktober 2004 war Franz Böhmert Mitglied des DFB-Vorstands als Vorstand des Ligaverbandes DFL. Böhmert ist Ehrenmitglied des DFB und der DFL sowie Träger der Goldenen DFB-Ehrennadel. Der „Doktor“, wie er genannt wurde, starb am 28. Dezember 2004 nach einem Schlaganfall. Nach seinem Tod wurde die Straße, an der das Weserstadion und die Geschäftsstelle des Vereins liegen, umbenannt und trägt seitdem seinen Namen.
Privat war Böhmert ein Fan von Jazz-Musik und Mitgründer der Werder-Big-Band (1996) und der Bremer Trompetenakademie, war verheiratet und Vater einer 1966 geborenen Tochter.